# Steve Podborski
Stephen Gregory Podborski detto Steve (Toronto, 25 luglio 1957) è un ex sciatore alpino canadese, vincitore di una medaglia olimpica e iridata e di una Coppa del Mondo di discesa libera.

## Biografia

### Carriera sciistica
Originario di Don Mills, sobborgo di Toronto, Steve Podborski in campo internazionale gareggiò quasi esclusivamente in discesa libera ed entrò nella nazionale canadese nel 1973; in Coppa del Mondo esordì l'anno seguente, diciassettenne, e ottenne il primo piazzamento il 1º febbraio 1975 a Megève (7º).
Ai Mondiali di Garmisch-Partenkirchen 1978 si piazzò al 7º posto e il 6 gennaio 1979 a Morzine conquistò la prima vittoria, nonché primo podio, in Coppa del Mondo; a Lake Placid 1980, suo esordio olimpico, Podborski vinse la medaglia di bronzo nella discesa libera, valida anche ai fini iridati, e nella successiva stagione 1980-1981 in Coppa del Mondo conquistò due successi in altrettante classiche discese libere del Circo bianco, sulla Kandahar di Garmisch-Partenkirchen (10 gennaio) e sulla Streif di Kitzbühel (17 gennaio), e si piazzò 2º nella Coppa del Mondo di discesa libera, superato dal vincitore Harti Weirather di 5 punti.
Nella stagione 1981-1982 in Coppa del Mondo conquistò tre vittorie, tra le quali nuovamente Kitzbühel (16 gennaio) e Garmisch-Partenkirchen (13 febbraio), e vinse la Coppa di specialità ottenendo gli stessi Peter Müller, ma migliori piazzamenti complessivi; nello stesso anno ai Mondiali di Schladming 1982 si classificò 9º. Il 20 gennaio 1984 conquistò l'ultima vittoria, nonché ultimo podio, in Coppa del Mondo, nuovamente a Garmisch-Partenkirchen; ai successivi XIV Giochi olimpici invernali di Sarajevo 1984, sua ultima presenza olimpica, dopo aver portato la bandiera olimpica durante la cerimonia di apertura si classificò all'8º posto. L'ultimo piazzamento della sua attività agonistica fu il 5º posto ottenuto nella discesa libera di Coppa del Mondo disputata a Whistler l'11 marzo dello stesso anno.

#### Bilancio della carriera
Agli inizi degli anni 1980 fu uno dei pochi discesisti in grado di inserirsi al vertice della classifica di specialità dominata dalla forte squadra austriaca, di cui faceva parte tra l'altro Franz Klammer. Fece parte assieme ai connazionali Dave Irwin, Ken Read e Dave Murray dei cosiddetti Crazy Canucks, specialisti della discesa libera celebri per la spregiudicatezza e il coraggio con il quale affrontavano le piste.

### Altre attività
Dopo il ritiro Podborski lavorò nel settore del marketing e divenne commentatore sportivo per le reti televisive CBS e NBC, seguendo tra l'altro tre edizioni dei Giochi olimpici invernali (da Nagano 1998 a Torino 2006). Membro del comitato organizzatore dei XXI Giochi olimpici invernali di Vancouver 2010, curò in particolare le relazioni internazionali, grazie anche alle sue qualità di simpatia e buonumore e alle sue competenze linguistiche; durante la cerimonia di apertura portò la fiaccola olimpica.

## Palmarès

### Olimpiadi
- 1 medaglia, valida anche ai fini dei Mondiali:
  - 1 bronzo (discesa libera a Lake Placid 1980)

### Coppa del Mondo
- Miglior piazzamento in classifica generale: 8º nel 1982
- Vincitore della Coppa del Mondo di discesa libera nel 1982
- 20 podi (tutti in discesa libera):
  - 8 vittorie
  - 5 secondi posti
  - 7 terzi posti

#### Coppa del Mondo - vittorie
| Data             | Località               | Paese          | Specialità |
| ---------------- | ---------------------- | -------------- | ---------- |
| 6 gennaio 1979   | Morzine                | Francia        | DH         |
| 21 dicembre 1980 | Sankt Moritz           | Svizzera       | DH         |
| 10 gennaio 1981  | Garmisch-Partenkirchen | Germania Ovest | DH         |
| 17 gennaio 1981  | Kitzbühel              | Austria        | DH         |
| 21 dicembre 1981 | Crans-Montana          | Svizzera       | DH         |
| 16 gennaio 1982  | Kitzbühel              | Austria        | DH         |
| 13 febbraio 1982 | Garmisch-Partenkirchen | Germania Ovest | DH         |
| 20 febbraio 1984 | Garmisch-Partenkirchen | Germania Ovest | DH         |

Legenda:

DH = discesa libera

### Campionati canadesi
- 7 medaglie[2]:
  - 3 ori (slalom speciale nel 1977; discesa libera nel 1983; discesa libera nel 1984)
  - 3 argenti (combinata nel 1977; discesa libera nel 1980; discesa libera[4] nel 1981)
  - 1 bronzo (slalom gigante nel 1977)

## Riconoscimenti

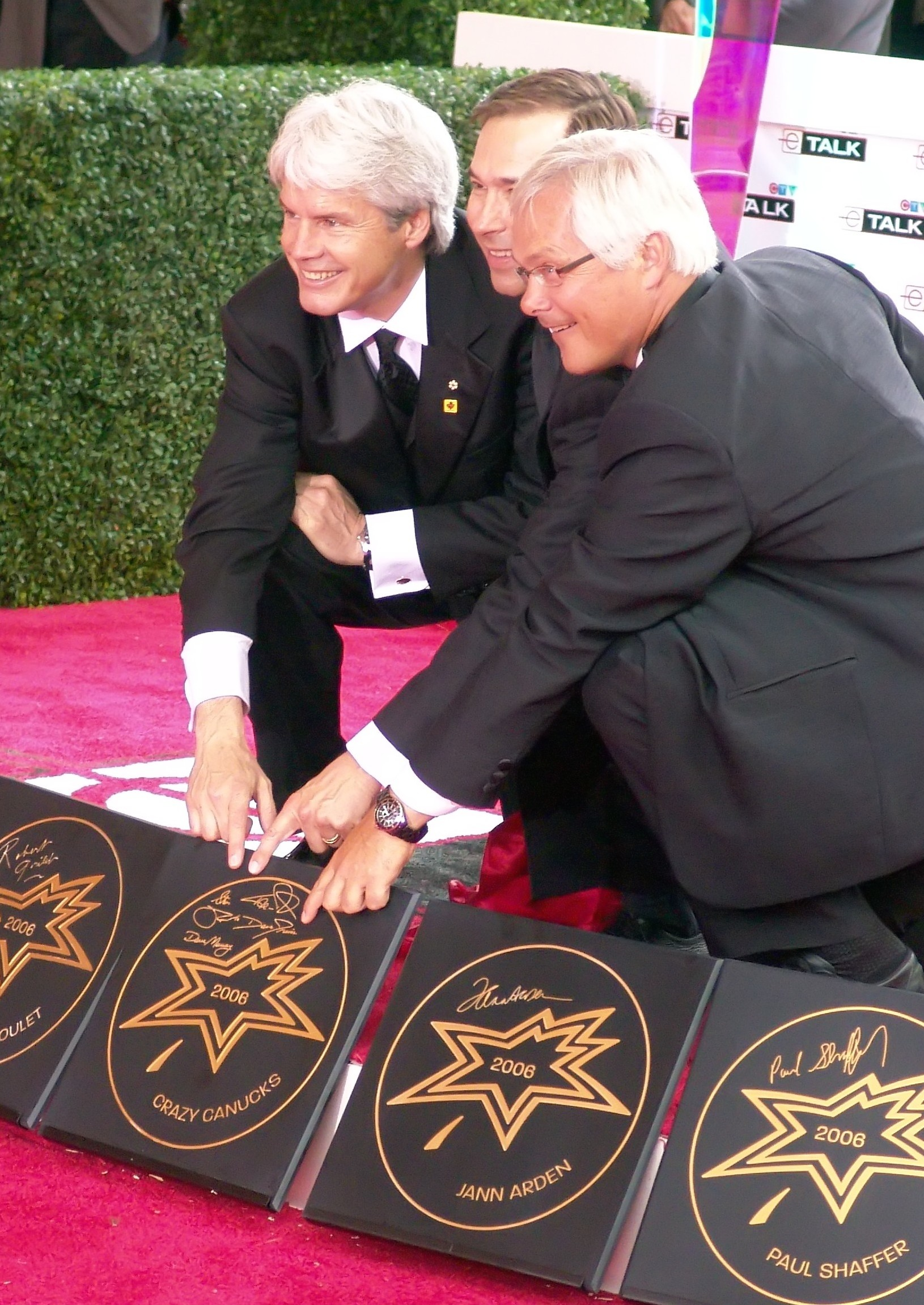
I Crazy Canucks Ken Read (a sinistra), Steve Podborski (al centro) e Dave Irwin (a destra) durante la cerimonia della Canada's Walk of Fame 2006

- Canadian Olympic Hall of Fame (1985)[1][2]
- Canadian Sports Hall of Fame (1987)[1][2]
- Canadian Ski Hall of Fame (1988)[1][2]
- Ontario Sports Hall of Fame (2004)[1][2]
- Canada's Walk of Fame (2006)[1]